# Les Tentations
 (juin 2020).
Albums de Passi
Genèse
(2000)
Singles
1. L'Engreneur
Sortie : 1997
2. Je zappe et je mate
Sortie : Décembre 1997
3. Le monde est à moi
Sortie : 1998
4. J'entends Des Mères Pleurer (I Heard The Mother Cry)
Sortie : 1998
5. Il fait chaud (37°2)
Sortie : 1998

Les Tentations est le premier album du rappeur franco-congolais Passi, sorti en novembre 1997 sur le label V2 Music.
L'album est certifié disque d'or en moins d'un mois, puis disque de platine après sept mois, pour des ventes de 500 000 exemplaires.

## Liste des titres
| 1.    | Intro                                    | 0:44 |
| 2.    | 79 à 97 (feat. Jacky et J-Mi Sissoko)    | 4:42 |
| 3.    | L’Engreneur                              | 3:50 |
| 4.    | Je zappe et je mate                      | 3:40 |
| 5.    | Le maton me guette                       | 4:28 |
| 6.    | Je contrôle                              | 4:27 |
| 7.    | Le Keur Sambo (feat. Stomy Bugsy)        | 4:12 |
| 8.    | L’Antre de l’ange                        | 3:42 |
| 9.    | Le Sang de la vendetta (feat. Akhenaton) | 4:19 |
| 10.   | L’Union (feat. Bisso Na Bisso)           | 0:48 |
| 11.   | Sur la sellette (feat. Hamed Daye)       | 4:03 |
| 12.   | Tu me manques                            | 4:18 |
| 13.   | Z.U.L.U. (interlude)                     | 1:01 |
| 14.   | Hipop Crazy                              | 4:46 |
| 15.   | Il fait chaud (37°2)                     | 3:50 |
| 52:49 |                                          |      |

| Titres bonus | Titres bonus                         | Titres bonus | Titres bonus | Titres bonus | Titres bonus | Titres bonus | Titres bonus | Titres bonus | Titres bonus |
| No           | Titre                                | Durée        |              |              |              |              |              |              |              |
| ------------ | ------------------------------------ | ------------ | ------------ | ------------ | ------------ | ------------ | ------------ | ------------ | ------------ |
| 16.          | J’entends des mères pleurer          | 4:00         |              |              |              |              |              |              |              |
| 17.          | Le monde est à moi (feat. Akhenaton) | 4:09         |              |              |              |              |              |              |              |
| 18.          | Les Flammes du mal                   | 4:07         |              |              |              |              |              |              |              |
| 64:55        |                                      |              |              |              |              |              |              |              |              |

## Samples
Source : WhoSampled
- Les Flammes du mal contient un sample de Scène d'amour de Francis Lai tiré de la bande originale de Bilitis.
- Le maton me guette contient un sample de Cherish de Kool and the Gang.
- Je zappe et je mate contient des samples de Cotton's Dream de Barry De Vorzon et Perry Botkin Jr. (tiré de la BO du film Bless the Beasts and Children) et de Baretta's Theme de Sammy Davis, Jr.
- Tu me manques contient un sample de Everywhere de Chaka Khan.
- Hipop Crazy contient un sample de Ike's Mood I d'Isaac Hayes.
- Le Sang de la Vendetta contient des samples de Reflection de George Winston et de Zungguzungguguzungguzeng de Yellowman.
- Sur la sellette contient un sample de Superman Lover de Johnny « Guitar » Watson.